# Glenn T. Seaborg Medal
Die Glenn T. Seaborg Medal ist eine seit 1987 von der Fakultät für Chemie und Biochemie der University of California at Los Angeles (UCLA) zumeist jährlich vergebene Auszeichnung in Chemie und Biochemie. Sie ist nach dem Nobelpreisträger Glenn T. Seaborg benannt, der auch erster Preisträger war.
Die Sektion Nuklearchemie und -technologie der American Chemical Society (ACS) vergibt den Glenn T. Seaborg Award for Nuclear Chemistry, der nicht mit der Glenn T. Seaborg Medal verwechselt werden sollte. Außerdem gibt es eine Seaborg Medal der American Nuclear Society.

## Preisträger
- 1987 Glenn T. Seaborg
- 1988 Warren W. Kaeding
- 1989 Donald J. Cram
- 1990 George Gregory
- 1991 John D. Roberts
- 1992 Ralph H. Bauer
- 1993 R. Bruce Merrifield
- 1994 George S. Hammond
- 1995 George B. Rathmann
- 1996 Mary L. Good
- 1997 M. Fredrick Hawthorne
- 1998 Paul D. Boyer
- 1999 John P. McTague
- 2000 Daniel E. Koshland
- 2001 James B. Peter
- 2002 Richard E. Smalley
- 2003 Ad Bax, Alexander Pines
- 2004 David Eisenberg
- 2005 Ronald M. Evans
- 2006 David A. Evans
- 2007 R. Stanley Williams
- 2008 Joan S. Valentine
- 2009 Mostafa A. El-Sayed
- 2010 Robert Tjian
- 2011 Richard F. Heck
- 2012 Harold Varmus
- 2013 Kendall N. Houk
- 2014 Fred Wudl
- 2015 Stefan W. Hell
- 2016 Michael Jung
- 2017 William Gelbart
- 2018 Robert Glaeser, Richard Henderson
- 2019 Paul Alivisatos
- 2022 Carolyn Bertozzi
- 2024 Juli Feigon
- 2025 Fraser Stoddart